# Jõhvi (comune rurale)
Jõhvi è un comune rurale dell'Estonia nordorientale, nella contea di Ida-Virumaa. Il centro amministrativo è l'omonima città (in estone linn) di Jõhvi.

## Località
Oltre al capoluogo, il comune comprende un borgo (in estone alevik), Tammiku, e 11 località (in estone küla):
Edise, Jõhvi, Kahula, Kose, Kotinuka, Linna, Pajualuse, Pargitaguse, Pauliku, Puru, Sompa